# Christoph
Christoph [ˈkrɪstɔf] ist ein männlicher Vorname. Er findet gelegentlich auch als Familienname Verwendung.

## Herkunft und Bedeutung
Christoph ist, wie Christopher, eine Kurzform von Christophorus, im Deutschen selten auch Christopherus. Er stammt aus dem Altgriechischen und bedeutet wörtlich „Christusträger“. Populär wurde der Vorname erstmals im Mittelalter durch die Verehrung des frühchristlichen Märtyrers Christophorus, der zu den Heiligen und Nothelfern zählt.

## Varianten
In europäischen Sprachen populäre Varianten:
| - altgriechisch – Χριστόφορος (Christóphoros) - armenisch – Կրիսդապոր (Krisdapor) - baskisch – Kristobal - bulgarisch – Христо (Hristo) - dänisch – Christoffer - englisch – Christopher - estnisch – Kristo - finnisch – Risto - französisch – Christophe - georgisch – ქრისტეფორე (Kristepore) - isländisch – Kristófer - italienisch – Cristoforo - kaschubisch – Krësztof - katalanisch – Cristòfol - serbokroatisch – Kristofor - lateinisch – Christophorus - lettisch – Kristaps | - litauisch – Kristupas - neugriechisch – Χριστόφορος (Christoforos) - niederländisch – Kristof - polnisch – Krzysztof - portugiesisch – Cristóvão - rumänisch – Cristofor - russisch – Христофор (Christofor) - schottisch – Kester - schwedisch und norwegisch – Kristoffer - slowakisch und slowenisch – Krištof - sorbisch – Kito - spanisch – Cristóbal - tschechisch – Kryštof - ukrainisch – Криштоф (Krištof) - ungarisch – Kristóf - walisisch – Cristoffer - belarussisch – Крыштаф (Kryštaf) |

In nichteuropäischen Sprachen übliche Umschriften:
- chinesisch – 克里思托夫 (Kèlǐsīduōfū)
- hebräisch – כריסטוף (Kristof)
- japanisch – クリストフ (Kurisutofu)
- koreanisch – 크리스토프 (Keuriseutopeu)

Diminutive oder Schreibvarianten:
- Chris, Kris, Kit und Toph – Diminutive englischen Ursprungs
- Christoff, Christov oder Christow – Familiennamen slawischen Ursprungs
- Christoffers und Kriss – Familiennamen deutschen Ursprungs
- Christoffel – veraltete Schreibvariante niederfränkischen Ursprungs
- Christof, Kristof und Kristoff – seltene Schreibvarianten skandinavischen Ursprungs

## Namenstag
Der Namenstag ist, nach dem Heiligen Christophorus, dem Christusträger:
- 9. Mai, orthodox
- 24. Juli, katholisch für Europa (vorverlegt) und evangelisch
- 25. Juli, nach katholischem Heiligenkalender in anderen Weltgegenden

## Namensträger (Auswahl)
Siehe auch Liste der Herrscher namens Christoph.

### Familienname
- Anton Christoph (1867–1924), österreichischer Politiker (DF, GDVP) und Salzburger Landesrat
- Edmund Christoph (1901–1961), österreichischer Politiker (NSDAP)
- Erwin Christoph (* 1900), deutscher Komponist, Kapellmeister und Kinoorganist
- Franz Christoph (Politiker) (1877–1946), österreichischer Politiker (SDAP)
- Franz Christoph (Publizist) (1953–1996), deutscher Publizist und Mitbegründer der Krüppelbewegung
- Franz Xaver Christoph (1733–1793), österreichischer Orgelbauer
- Günter Christoph (1933–2019), deutscher Politiker (SED) und Neuerer
- Hans Christoph (1897–1958), schlesisch-deutscher Künstler, Landschaftsmaler
- Hans Christoph (1901–1992), sächsisch-deutscher Künstler
- Heinrich Christoph (1841–1905), deutscher Landwirt, Kommunalpolitiker, Mitglied des Nassauischen Kommunallandtags
- Horst Christoph, deutscher Tischtennisspieler
- Horst-Joachim Christoph (1922–1976), deutscher Tiermediziner und Hochschullehrer
- Hugo Theodor Christoph (1831–1894), deutschstämmiger Lehrer, Konservator und Insektenkundler in Russland
- Leo Christoph (1901–1985), kanonischer Visitator, Großdechant und apostolischer Protonotar[1]
- Max Christoph (1918–2013), deutscher Maler
- Rudolf Christoph (1923–1982), deutscher Schauspieler
- Silvia Christoph (* 1950), deutsche Illustratorin, Grafikdesignerin und Sängerin
- Wenke Christoph (* 1981), deutsche Politikerin (Die Linke), Staatssekretärin
- Wensley Christoph (* 1984), surinamischer Fußballspieler

### Vorname
- Christoph Arnold (1779–1844), deutscher Architekt
- Christoph Bantzer (* 1936), deutscher Schauspieler
- Christoph Biemann (* 1952), deutscher Regisseur
- Christoph Blocher (* 1940), Schweizer Politiker (SVP)
- Christoph Burkhard (* 1984), deutscher Fußballspieler
- Christoph Butterwegge (* 1951), deutscher Politikwissenschaftler und Armutsforscher
- Christoph von Carlowitz (1507–1578), sächsischer Adliger
- Christoph Daum (1953–2024), deutscher Fußballtrainer
- Christoph von Dohnányi (* 1929), deutscher Dirigent und Intendant
- Christoph von Eckstädt (1633–1711), sächsischer Kammerherr und Rittmeister
- Christoph Fesel (1737–1805), deutscher Hofmaler
- Christoph Fildebrandt (* 1989), deutscher Schwimmer
- Christoph Foth (* 1991), deutscher Handballspieler
- Christoph Fromm (* 1958), deutscher Drehbuchautor
- Christoph Gawlik (* 1987), deutscher Eishockeyspieler
- Christoph Geiser (* 1949), Schweizer Schriftsteller
- Christoph Willibald Gluck (1714–1787), deutscher Komponist der Vorklassik
- Christoph Gottschalk (* 1953), deutscher Unternehmer
- Christoph Groneck (* 1976), deutscher Verkehrsplaner und Autor
- Christoph Hackner (1663–1741), deutscher Architekt
- Christoph Harting (* 1990), deutscher Diskuswerfer und Olympiasieger
- Christoph von Hartungen (1849–1917), österreichischer Arzt
- Christoph Hein (* 1944), deutscher Schriftsteller
- Christoph Maria Herbst (* 1966), deutscher Schauspieler, Synchronsprecher und Hörbuchinterpret
- Christoph Hinz (* 1979), deutscher Handballspieler
- Christoph zu Jever (1499–1517), ostfriesischer Häuptling
- Christoph Kircheis (1935–1979), deutscher Kirchenmusiker und Komponist
- Christoph Klotz (1979–2010), deutscher Eishockeyspieler
- Christoph Kolumbus (1451–1506), italienischer Seefahrer, dem die Wiederentdeckung Amerikas zugeschrieben wird
- Christoph Kornberger (* 1981), österreichischer Skirennläufer
- Christoph Körner (* 1962), deutscher Basketball-Nationalspieler
- Christoph Körner (* 1997), deutscher Eishockeyspieler
- Christoph Krachten (* 1963), deutscher Journalist, Autor und YouTuber
- Christoph Kramer (* 1991), deutscher Fußballspieler und Fußballweltmeister 2014
- Christoph Kroh (1735–1812), deutscher Prämonstratenserabt
- Christoph Landolt (* 1966), Schweizer Sprachwissenschafter und Lexikograph
- Christoph Langen (* 1962), deutscher Bobfahrer, Olympiasieger und Weltmeister, Trainer
- Christoph Lauenstein (* 1962), deutscher Regisseur
- Christoph Lenz (1834–1917), deutsch-brasilianischer Söldner und Autor
- Christoph Luisser (* 1976), österreichischer Politiker (FPÖ)
- Christoph Marthaler (* 1951), Schweizer Musiker und Regisseur
- Christoph März (1867–1931), deutscher römisch-katholischer Pfarrer und Kirchenmaler
- Christof May (* 1970), deutscher Klarinettist und Saxophonist
- Christof May (1973–2022), deutscher römisch-katholischer Priester, Domkapitular
- Christoph Meckel (1935–2020), deutscher Schriftsteller und Grafiker
- Christoph Metzelder (* 1980), deutscher Fußballspieler
- Christoph Moritz (* 1990), deutscher Fußballspieler
- Christoph Mörgeli (* 1960), Schweizer Politiker (SVP) und Medizinhistoriker
- Christoph von Neuenkirchen (1567–1641), deutscher Adliger und Rat der Herzöge von Pommern
- Christoph Niemann (* 1953), deutscher Kontrabassist und Komponist
- Christoph Niemann (* 1970), deutscher Illustrator, Grafiker und Autor
- Christoph Nösig (* 1985), österreichischer Skirennläufer
- Christoph Marius Ohrt (* 1960), deutscher Schauspieler
- Christoph von Pappenheim (1492–1539), fränkischer Geistlicher
- Christoph Pfluger (* 1954), Schweizer Journalist, Verleger und Buchautor
- Christoph Probst (1919–1943), deutscher Widerständler und Mitglied der Weißen Rose
- Christoph Ruland (* 1949), deutscher Informatiker und Hochschullehrer
- Christoph Schlingensief (1960–2010), deutscher Regisseur, Schriftsteller und Künstler
- Christoph Schneider (* 1966), deutscher Schlagzeuger
- Christoph Schönborn (* 1945), österreichischer Kardinal
- Christoph Schroth (1937–2022), deutscher Theaterregisseur und -intendant
- Christoph Sonntag (1654–1717), deutscher evangelischer Theologe und Kirchenlieddichter
- Christoph Sonntag (* 1962), deutscher Kabarettist
- Christoph Stadel (* 1938), österreichisch-kanadischer Geograph, Hochschullehrer
- Christoph Steiner (* 1952), deutscher Journalist
- Christoph Steiner (* 1988), österreichischer Politiker (FPÖ), Mitglied des Bundesrates
- Christoph Stiba (* 1967), Generalsekretär des Bundes Evangelisch-Freikirchlicher Gemeinden
- Christoph Teuner (* 1963), deutscher Journalist und Fernsehmoderator
- Christoph von Urach (16. Jahrhundert), deutscher Bildhauer und Bildschnitzer
- Christoph Waltz (* 1956), österreichischer Schauspieler
- Christoph Martin Wieland (1733–1813), deutscher Dichter, Übersetzer und Herausgeber